# Dysgonia triguetra
Dysgonia triguetra là một loài bướm đêm trong họ Erebidae.